# Brice Bauderon (juriste)
Pour les articles homonymes, voir Brice Bauderon et Bauderon.
Brice Bauderon (Brice Bauderon de Sénecé, Brice Bauderon de Senecey) est un juriste et un poète français, né à Mâcon le 14 septembre 1613 et mort le 31 octobre 1698.
Fils de Gratien Bauderon (1540-1623) et petit-fils de Brice Bauderon, médecin,  il est nommé lieutenant général au présidial (tribunal civil chargé de juger les affaires peu importantes, avant la Révolution française) de sa ville natale, 
Il épouse Françoise Grillet, fille et petite fille de président, il succéda à son beau-père, en 1645, dans la charge de lieutenant-général au bailliage de Mâcon. puis, en second mariage  Claudine Quiny, qui s'adonnait à la poésie.  Il consacra lui-même tous les loisirs que lui laissait sa charge à des travaux littéraires. 
Il hérita de son père du château de Condemines à Charnay-lès-Mâcon en Saône-et-Loire.
Parmi ses ouvrages, citons la Givre mystérieuse, ou Explication de la famille de M. Colbert (1680), et Apollon français ou Parallèle des vertus héroïques avec les propriétés du soleil, etc. (1681).